# Buganda (Burundi)
Buganda é uma das seis comunas existentes na província de Cibitoke, no Burundi.